# 四面體數

五層高的錐體

四面體數或三角錐體數是可以排成底為三角形的錐體（即四面體）的數。四面體數每層為三角形數，其公式是首{\displaystyle n}個三角形數之和，即{\displaystyle {\frac {n(n+1)(n+2)}{6}}}。其首幾項為：1, 4, 10, 20, 35, 56, 84, 120, 165, 220, ...（OEIS數列A000292）。
四面體數的奇偶排列是「奇偶偶偶」。
1878年，A.J. Meyl證明只有3個四面體數同時為平方數：1, 4, 19600。唯一同時是四面體數和四角錐數的數是1（Beukers (1988)）。
它們可以在楊輝三角每橫行從右到左或左到右的第4項找到。